# Manipulator Foot Restraint

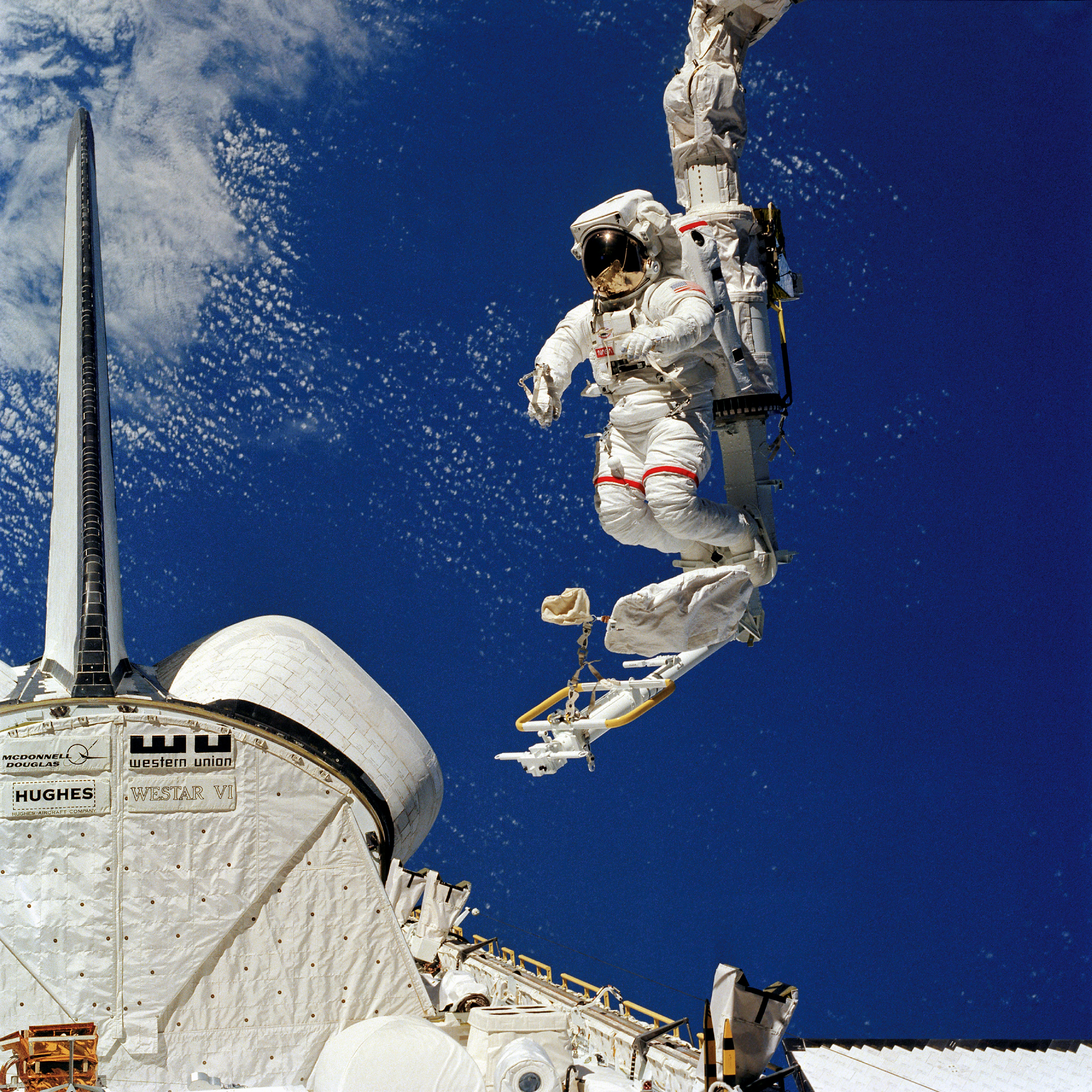
Astronaut Bruce McCandless testet den MFR während STS-41-B

Der Manipulator Foot Restraint (englisch; MFR, manchmal auch als Mobile Foot Restraint bezeichnet) war eine Arbeitsplattform, die am Robotarm (RMS) des Space Shuttles befestigt werden konnte. Sie ermöglichte es einem Raumfahrer, sich während eines Außenbordeinsatzes ungehindert zu bewegen, ohne sich festhalten zu müssen. Der Astronaut war dabei mittels Fußrasten fixiert.
Basis des MFR war ein etwa zweieinhalb Meter langes Aluminiumrohr. Am unteren Teil des MFR (1,33 m lang, inklusive des 20 cm langen „RMS-Stachels“) befand sich ein Standardkopplungsmechanismus für den RMS. Darüber war eine Fußstütze angebracht, die mit zwei Halterungen für die Schuhe des Astronauten versehen war. Vor dem Fußblech (37 cm tief, 52 cm breit) war der MFR-Pfosten mit einem Scharnier ausgestattet. Damit konnte die Plattform zum Transport zusammengeklappt werden. Der obere Teil des MFR war mit einem 63 cm breiten Handbügel versehen und bot Platz für Werkzeug. Er war bis zum Scharnier 1,20 m lang und konnte um jeweils 180° nach links und rechts gedreht werden. Außerdem konnte der obere Pfosten um maximal 27° aus der Senkrechten nach vorn gekippt werden (mit Fixierungen bei 9°, 18° und 27°).
Der MFR wurde während der STS-41-B-Mission zum ersten Mal getestet.